# Стоа (криптид)
Стоа (енгл. Stoa) је наводно криптид из Бразила.

## Поријекло и значење назива

### Други називи
Овај криптид је знан још под именом Карнотаур курупиренсис (енгл. Carnotaurus curupirensis).

## Опис криптида
Описује као Тероподски диносаур дуг 6 метара. Има двије кратке руке, дуг реп, кожу сличну кожи крокодила, два мала рога на глави и снажне чељусти пуне оштри зуба.

## Хронологија сусрета са овим бићем и виђења
- 1920. је први пут виђена Стоа на подручју знаном као "Сера до Курупира";
- 1978. је још једном виђено ово биће.